# Freddy Eugen
Freddy Eugen (Kopenhagen, 4 februari 1941 – 8 juni 2018) was een Deens wielrenner die vooral als baanwielrenner actief is geweest.
Eugen was professioneel wielrenner van 1961 tot 1969. 
Hij was vooral succesvol als zesdaagse wielrenner. Hij nam in totaal aan 95 zesdaagsen deel en heeft in totaal 9 overwinningen op zijn naam staan. Van deze 9 overwinningen heeft hij er 7 behaald met zijn landgenoot Palle Lykke als koppelgenoot.  
Ook in andere baanwedstrijden was hij succesvol. Zo werd hij 2e bij het Europees kampioenschap koppelkoers in 1968 samen met de Duitser Rolf Roggendorf nadat hij in het voorgaande jaar 1967 al eens 3e was geworden op dit nummer met de Belg Romain Deloof. 
Eugen was in het begin van zijn carrière ook actief als wegrenner, zij het op een bescheiden manier.  Naast een aantal overwinningen in criteriums is zijn meest in het oog springende uitslag een etappeoverwinning in de Ronde van Zwitserland in 1963.

## Resultaten in voornaamste wedstrijden
| Jaar | Milaan-San Remo |
| ---- | --------------- |
| 1964 | 102e            |